# Shire of Jerramungup
Shire of Jerramungup is een Local Government Area (LGA) in de regio Great Southern in West-Australië.
Het district telde 1.160 inwoners in 2021. De hoofdplaats is Jerramungup.

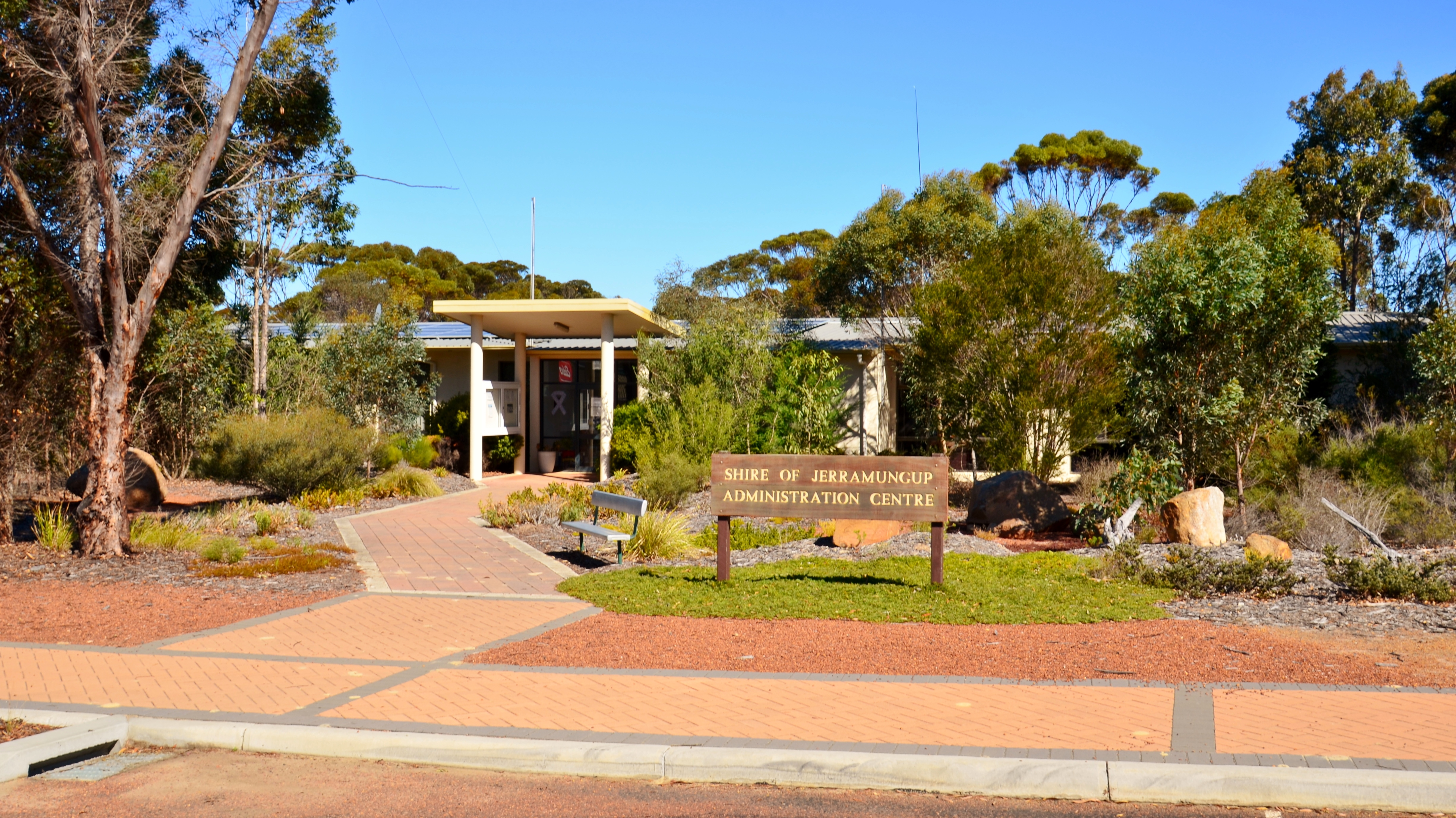
Districtskantoren

## Geschiedenis
Op 1 juli 1982 werd de Shire of Gnowangerup opgesplitst en ontstond de Shire of Jerramungup.

## Beschrijving
Shire of Jerramungup ligt ongeveer 440 kilometer ten zuidoosten van de West-Australische hoofdstad Perth en 180 kilometer ten noordoosten van Albany, de hoofdplaats van de regio Great Southern. Shire of Jerramungup is een landbouwdistrict en heeft een oppervlakte van ongeveer 6.500 km². Er ligt 132 kilometer verharde en 989 kilometer onverharde weg.
Het district telde 1.160 inwoners in 2021, tegenover 1.128 in 2006. De belangrijkste plaatsen in het district zijn het administratieve en dienstencentrum Jerramungup en het kustdorpje Bremer Bay.
Een van de grootste en meeste biologisch diverse nationale parken van Australië ligt in het district, het nationaal park Fitzgerald River.

## Plaatsen, dorpen en lokaliteiten
- Jerramungup
- Boxwood Hill
- Bremer Bay
- Nationaal park Fitzgerald River
- Gairdner
- Jacup
- Needilup